# Trình Quốc Bình
Trình Quốc Bình (tiếng Trung: 程国平; bính âm: Chéng Guópíng, 1952-) là một nhân vật chính trị của Cộng hòa Nhân dân Trung Hoa.

## Tiểu sử và sự nghiệp
Ông sinh vào tháng 5 năm 1952 tại tỉnh Hà Bắc, Trung Quốc.
Từ 1975 đến 1980, ông giảng dạy tại Cung Thiếu niên quận Đông Thành, thành phố Bắc Kinh. Từ 1980 đến 1984, ông công tác tại Nhà xuất bản Pháp luật Bắc Kinh. Từ 1984 đến 1986, ông làm nghiên cứu sinh chuyên ngành pháp luật quốc tế tại Đại học Bắc Kinh. Năm 1986, ông vào công tác tại Bộ Ngoại giao Trung Quốc.
Từ 1993 đến 1997, ông giữ chức Bí thư thứ nhất tại Đại sứ quán Trung Quốc ở Liên bang Nga (1993-1996) và Bí thư thứ nhất tại Vụ Á-Âu thuộc Bộ Ngoại giao (1996-1997). Giai đoạn 1997-2007, ông trải qua nhiều chức vụ như tham tán, tổng lãnh sự,... tại Gruzia và Nga. Năm 2007, ông nhậm chức Vụ trưởng Vụ Á-Âu. Năm 2008, ông được bổ nhiệm làm Đại sứ đặc mệnh toàn quyền của Trung Quốc tại Kazakhstan. Năm 2009, ông nhậm chức Trợ lý Bộ trưởng Bộ Ngoại giao Trung Quốc. Năm 2011, ông được bổ nhiệm làm Thứ trưởng Bộ Ngoại giao.